# Rhinanthus nigricans
Rhinanthus nigricans là loài thực vật có hoa thuộc họ Cỏ chổi. Loài này được Meinsh. miêu tả khoa học đầu tiên.